# Questo amore ai confini del mondo
 Questo amore ai confini del mondo , cuyo título en español es Casi al fin del mundo es una película coproducción de Argentina e Italia filmada en colores dirigida por Giuseppe Maria Scotese según su propio guion escrito en colaboración con Ernesto Guida y Fausto Tozzi que se estrenó el 30 de agosto de 1961 y que tuvo como protagonistas a Antonio Cifariello, Dominique Wilms, Fausto Tozzi y Egle Martin. Filmación parcial en Río Grande y Lago Argentino. Tuvo el título alternativo de Un amor en el confín del mundo.

## Sinopsis
Una exactriz francesa se casa con un estanciero que la lleva a vivir a Ushuaia hasta que aparece otro hombre.

## Reparto
Colaboraron en la película los siguientes intérpretes:
- Antonio Cifariello …Walter
- Dominique Wilms …Françoise
- Fausto Tozzi …Don Claudio
- Egle Martin
- Nino Persello
- Conrado Diana
- Iris Portillo

## Comentarios
La Razón dijo de la película:

”El paisaje interesa, la película no.”

Jorge Miguel Couselo opinó en Sur:

”Tantos son los deméritos acumulados en el enfatismo narrativo…la grandieocuencia de los diálogos… las vacilaciones del encuadre, lo obvio del doblaje…la flojedad de la interpretación.”

Manrupe y Portela escriben:

”Ensalada ítalo-argentina con un argumento que bien pudo filmar Armando Bó y paisajes para una posible exportación, obviamente no cumplida.”